# Contea di Yushan
La contea di Yushan (玉山县S, Yùshān XiànP) è una contea della Cina, situata nella provincia di Jiangxi e amministrata dalla prefettura di Shangrao.